# ستيف شابمان
ستيف شابمان (بالإنجليزية: Stephen Chapman)‏ هو مدرس وكيميائي أسترالي، ولد في 12 مايو 1959 في نيوكاسل أبون تاين في المملكة المتحدة.